# Équipe du Soudan masculine de volley-ball
L'équipe du Soudan de volley-ball  est l'équipe nationale qui représente le Soudan dans les compétitions internationales de volley-ball.
La sélection est cinquième du Championnat d'Afrique masculin de volley-ball 1983, sixième du Championnat d'Afrique masculin de volley-ball 1987, cinquième du Championnat d'Afrique masculin de volley-ball 2001 et dixième du Championnat d'Afrique masculin de volley-ball 2005.